# Tephrocactus articulatus var. papyracanthus
Tephrocactus articulatus var. papyracanthus kaktusa iz rodu Tephrocactus. Domovina rastline je Argentina , med provincama Mendoza in Cordoba. Spada med najbolj priljubljene kaktuse rodu Tepherocactus  Južnoameriških gorskih kaktusov.
Raste na peščeno kamnitih pobočjih gorovja do višine 4600 metrov in so tudi odporni proti zmrzali do – 10 °C v naravi.

## Izvor imena
Ime rodu Tepherocactus izhaja iz grščine: τεφρα (tephra) 'pepel'; cactus – kaktus zaradi svojih sivih poganjkov segmentov pri nekaterih vrstah; articulatos iz lat. articulates  - združiti se spoj za spoj: papyrocanthus –  papyrus (pəˈpaɪrəs) papir in ákantha-trn grško

## Opis rastline
Koreninski sistem je vlaknast. Stebla so različnih oblik odvisno od vrste, so cilindrično jajčasta  do okrogla. Zaradi lastnega odpadanja posameznih segmentov rastlina ne doseže večje velikosti od 30 cm. Barva segmentov je v veliko primerih pepelnato zelenkasta. Dolžine segmentov so do 8 cm dolžine in 2,5 cm premera. Tebercleje z areolami so lepo vidne enakomerno porazdeljene po segmentih ne preveč izbočene.
Glohide so rdečkasto rjave barve globoko v areolah in so na vseh areolah v gostih šopih.
Bodice so sploščene in zgledajo kot parirnati listi. Na areolo jih je 1 do 4, dolžine do 10 cm in širine 6 mm. Ne glede na to, da zgledajo kot papirni listi so lahko robovi bodic zelo ostri.
Cvetovi so zvončasti belo roza barve dolžine do 4 cm in premera 4,5 cm, široko odprti. Plodovi so ovalno okrogli do 3 cm velikosti brez bodic.

## Gojenje
V peščenem substratu z dobro drenažo v rastlinjakih  ali na prostem med 15 – 40 °C, neposredno izpostavljen sončni svetlobi. Zalivanje 1 krat tedensko. Pomanjkanje sončne svetlobe lahko povzroči tanjšanje stebla.
V zimskem času suh in hladen prostor ter poredko zalivanje. Razmnoževanje s semeni ali s podtaknjenci. Pri sobnih pogojih le redko cveti.

## Škodljivci
- Koreninski cevasti kapar (Actorthezia cataphracta)
- Volnata uš (Eriosoma lanigerum)
- Rdeči pajek (Tenuipalpus cactorium)

## Sinonimi
- Opuntia glomerata
- Opuntia turpinii
- Tephrocactus turpinii
- Tephrocactus strobiliformis
- Tephrocactus glomeratus
- Opuntia andicola
- Tephrocactus andicolus
- Cereus articulatus
- Opuntia articulata
- Opuntia strobiliformis